# De dijk is dicht
De dijk is dicht is een Nederlandse film uit 1950 in zwart-wit. De film wordt gezien als eerste grote productie na de oorlog. De titel verwijst ernaar dat het verleden voorbij is en weer naar de toekomst moet worden gekeken of dat het boek gesloten is.

## Ontstaan
Na de Tweede Wereldoorlog was de Nederlandse filmindustrie de eerste jaren nauwelijks meer actief. Een van de weinige uitzonderingen was de productie van De dijk is dicht. Polygoon-Profilti, het bedrijf achter de productie van de Polygoon-bioscoopjournaals, kende een grote groei en men besloot een speelfilm te maken, misschien mede omdat het imago tijdens de Duitse bezetting een deuk had opgelopen door de niet-kritische journaals. Twee werknemers van Polygoon, te weten redacteur van het bioscoopjournaal Anton Koolhaas en vaste cameraman Piet Buis, kregen de opdracht om het landschap van het zwaar getroffen Zeeland dramatisch te interpreteren en hoop en moed uit te stralen voor de wederopbouw.

## Verhaal
De film begint op Walcheren, waar het dorp Westkapelle gebombardeerd werd in 1944. Na de oorlog begint de wederopbouw, maar de eenzame Bert blijft in een depressie hangen over zijn vrouw, die hij verloor tijdens de gruwelijke oorlog. Door zijn groot verdriet vergeet hij de bewoners van zijn dorp en toont geen belangstelling voor hun problemen, en steekt niet de handen uit de mouwen die zo nodig waren. Maar uiteindelijk worstelt hij zichzelf omhoog en probeert de verloren tijd goed te maken met zijn medebewoners.

## Ontvangst
De film werd geen commercieel succes, al trok hij na de Zeeuwse watersnoodramp van 1953 weer de aandacht. Recensenten waren te spreken over het verhaal en de fraaie landschapsscènes, maar oordeelden wisselend over de structuur. Ellen Waller (Algemeen Dagblad) schreef dat de Nederlandse speelfilm een grote stap voorwaarts had gezet, maar dat ze tussen de prachtige beelden en de voortgang van het verhaal de eenheid miste: “De film dankt haar kwaliteit in de eerste plaats aan haar bevrijdende schoonheid, waardoor vele malen een ontroering wordt gewekt, die de grote structurele leemten van het geheel gedeeltelijk heeft kunnen overbruggen.” Die losse structuur werd door anderen juist als vernieuwend gezien. Charles Boost schreef in De Groene: “Het is een van de belangrijkste verdiensten van de film De Dijk is Dicht dat zij zo volledig mogelijk gebroken heeft met de algemeen geldende amusementsregelen en zich duidelijk gedistantieerd heeft van de schema’s en handigheidjes, waaruit het merendeel van de lopende films is opgebouwd.”

## Rolverdeling
| Acteur                 | Personage      |
| ---------------------- | -------------- |
| Kees Brusse            | Bert Verbloeme |
| Henny Alma             | Els            |
| Kitty Knappert         | Marietje       |
| Jules Verstraete       | Simon          |
| Jan Teulings           |                |
| Cor Hermus             |                |
| Mieke Flink-Verstraete |                |
| Piet Bron              |                |
| Coba Kelling           |                |

1896-1909 · 1910-19 · 1920-29 · 1930-39 · 1940-49 · 1950-59 · 1960-69 · 1970-79 · 1980-89 · 1990-99 · 2000-09 · 2010-19
· 2020-29